# Вадим Демидов
Вадим Демидов (норв. Vadim Demidov, рос. Вадим Сергеевич Демидов, нар. 10 жовтня 1986, Рига) — колишній норвезький футболіст російського походження, центральний захисник. Відомий за виступами у складі національної збірної Норвегії.
Дворазовий чемпіон Норвегії.

## Клубна кар'єра
Народився 1986 року у Ризі в родині радянського гандболіста Сергія Демидова. 1989 року родина перебралася до норвезького Саннефіорда, куди батька було запрошено тренувати одну з гандбольних команд. З дитинства Вадим займався гандболом та футболом, у 15-річному віці вирішив сконцентруватися на останньому виді спорту.
У дорослому футболі дебютував 2004 року виступами за команду клубу «Саннефіорд», в якій провів два сезони, протягом яких за основну команду провів лише один матч чемпіонату. 
Згодом з 2006 по 2007 рік грав у складі команд клубів «Манглеруд Стар» та «Генефосс».
Своєю грою за останню команду привернув увагу представників тренерського штабу клубу «Русенборг», до складу якого приєднався 2008 року. Відіграв за команду з Тронгейма наступні два сезони своєї ігрової кар'єри. Більшість часу, проведеного у складі «Русенборга», був основним гравцем захисту команди. За цей час двічі виборював титул чемпіона Норвегії.
У 2011 році уклав контракт з іспанським клубом «Реал Сосьєдад», у складі якого провів півтора року своєї кар'єри гравця. Граючи у складі «Реал Сосьєдада» також здебільшого виходив на поле в основному складі команди.
Влітку 2012 році приєднався до німецького клубу «Айнтрахт» (Франкфурт), уклавши трирічний контракт. Стати стабільним гравцем основного складу не зміг, за півроку провів лише 5 матчів у німецькій першості. 2 січня 2013 року до кінця сезону був відданий в оренду до іспанського клубу «Сельта» (Віго).

## Виступи за збірні
Протягом 2006–2008 років залучався до складу молодіжної збірної Норвегії. На молодіжному рівні зіграв у 13 офіційних матчах, забив 2 голи.
У 2008 році дебютував в офіційних матчах у складі національної збірної Норвегії. На даний час провів у формі головної команди країни 16 матчів.
| Дата       | Місто      | Господарі         | Результат | Гості      | Турнір            | Голи | Примітки |
| ---------- | ---------- | ----------------- | --------- | ---------- | ----------------- | ---- | -------- |
| 28/05/2008 | Осло       | Норвегія          | 2 – 2     | Уругвай    | товариський матч  | -    |          |
| 03/03/2010 | Жиліна     | Словаччина        | 0 – 1     | Норвегія   | товариський матч  | -    |          |
| 02/06/2010 | Осло       | Норвегія          | 0 – 1     | Україна    | товариський матч  | -    |          |
| 11/08/2010 | Осло       | Норвегія          | 2 – 1     | Франція    | товариський матч  | -    |          |
| 07/09/2010 | Осло       | Норвегія          | 1 – 0     | Португалія | Відбір до ЧЄ 2012 | -    |          |
| 12/10/2010 | Загреб     | Хорватія          | 2 – 1     | Норвегія   | товариський матч  | -    |          |
| 09/02/2011 | Фару       | Польща            | 1 – 0     | Норвегія   | товариський матч  | -    |          |
| 04/06/2011 | Лісабон    | Португалія        | 1 – 0     | Норвегія   | Відбір до ЧЄ 2012 | -    |          |
| 10/08/2011 | Осло       | Норвегія          | 3 – 0     | Чехія      | товариський матч  | -    |          |
| 06/09/2011 | Копенгаген | Данія             | 2 – 0     | Норвегія   | Відбір до ЧЄ 2012 | -    |          |
| 11/10/2011 | Осло       | Норвегія          | 3 – 1     | Кіпр       | Відбір до ЧЄ 2012 | -    |          |
| 12/11/2011 | Кардіфф    | Уельс             | 4 – 1     | Норвегія   | товариський матч  | -    |          |
| 29/02/2012 | Белфаст    | Північна Ірландія | 0 – 3     | Норвегія   | товариський матч  | -    |          |
| 26/05/2012 | Осло       | Норвегія          | 0 – 1     | Англія     | товариський матч  | -    |          |
| 02/06/2012 | Осло       | Норвегія          | 1 – 1     | Хорватія   | товариський матч  | -    |          |
| 15/08/2012 | Осло       | Норвегія          | 2 – 3     | Греція     | товариський матч  | -    |          |
| Усього     |            | Матчів            | 16        |            | Голів             | 0    |          |

## Титули і досягнення
- Чемпіон Норвегії (2):

«Русенборг»: 2009, 2010
- Володар Суперкубка Норвегії (1):

«Русенборг»: 2010